# Josef Peterhans

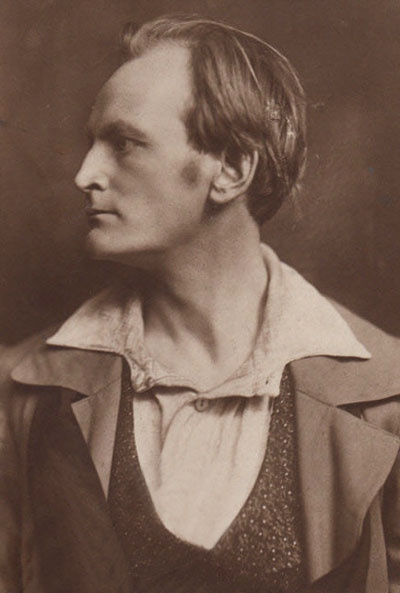
Peterhans, etwa 1920

Josef Thomas Peterhans (* 4. Dezember 1882 in Achern; † 3. Februar 1960 in Berlin) war ein deutscher Schauspieler.

## Leben
Josef Thomas Peterhans begann seine Schauspielerlaufbahn im Alter von zwanzig Jahren. Der körperlich bullige Badener mit dem wuchtigen Charakterkopf und der hohen Stirn spielte viele Jahre lang mit wenig Resonanz in der Provinz und in Berlin; dort, nach seinem Kriegsdienst 1914–1917, erhielt er 1917 auch seine erste Filmrolle. Anfänglich noch mit Hauptrollen bedacht – so war Peterhans 1918 in zwei Filmen Partner der amerikanischen Leinwanddiva Fern Andra –, musste er sich wenig später mit kleineren Aufgaben begnügen.
Im Tonfilm schrumpften Josef Peterhans’ Rollen auf Chargenformat. Er war ein Förster in Viktoria und ein Marschall in Hundert Tage, ein Pfarrer in Wilhelm Tell und ein Abgeordneter in Pour le mérite, ein Polizist in Frau Luna und jeweils ein General in den Preußenstoffen um Friedrich den Großen Fridericus und Der große König. Man sah ihn auch zweimal als Inder (in Indische Rache und in dem double feature Der Tiger von Eschnapur und Das indische Grabmal). Auch die Bühne benötigte den Schauspieler in späteren Jahren kaum mehr, zuletzt sah man Josef Peterhans zwischen 1928 und 1930 in Zürich. Um seinen Lebensunterhalt aufzubessern, arbeitete Josef Peterhans seit den frühen 1930er Jahren häufig als Synchronsprecher.
Noch vor Vollendung seines 60. Lebensjahres zog sich Peterhans, der schon seit Jahren kein Festengagement mehr vom Theater erhalten hatte, vom Film zurück. Peterhans stand 1944 in der Gottbegnadeten-Liste des Reichsministeriums für Volksaufklärung und Propaganda.
Seinen Lebensabend verbrachte er in Berlin-Steglitz. Seine Frau, mit der er seit 1913 verheiratet war, starb im Februar 1945 bei einem Luftangriff auf Berlin. Peterhans starb 1960 in Berlin-Steglitz.
Sein schriftlicher Nachlass befindet sich im Archiv der Akademie der Künste in Berlin.

## Filmografie (Auswahl)
- 1917: Und wenn ich lieb’…
- 1917: Die Königstochter von Travankore
- 1917: Die gute Partie
- 1918: Frühlingsstürme im Herbste des Lebens
- 1918: Um Krone und Peitsche
- 1918: Der Übel Größtes aber ist die Schuld
- 1919: Das Lied des Narren
- 1919: Gepeitscht
- 1919: Seelenverkäufer
- 1920: Auri Sacra Fames (2 Teile)
- 1920: Indische Rache
- 1920: Weltbrand
- 1920: Die lebende Fackel
- 1921: Klub der Entgleisten
- 1921: Eine Weiße unter Kannibalen
- 1921: Das Mädel von Piccadilly (2 Teile)
- 1922: Die Geliebte des Königs
- 1923: Irrlichter der Tiefe
- 1923: Wilhelm Tell
- 1925: Zur Chronik von Grieshuus
- 1925: Der Wilderer
- 1927: Rätsel einer Nacht
- 1928: Panik
- 1931: Der Stolz der 3. Kompanie
- 1932: Drei von der Stempelstelle
- 1932: Der tolle Bomberg
- 1932: Theodor Körner
- 1932: Marschall Vorwärts
- 1932: Die unsichtbare Front
- 1932: Das Meer ruft
- 1933: Das häßliche Mädchen
- 1933: Heut’ kommt’s drauf an
- 1934: Wilhelm Tell
- 1934: Meine Frau, die Schützenkönigin
- 1934: So endete eine Liebe
- 1935: Hundert Tage
- 1935: Viktoria
- 1935: Im Trommelfeuer der Westfront
- 1936: Der lustige Witwenball
- 1936: Es geht um mein Leben
- 1936: Fridericus
- 1937: Der Tiger von Eschnapur
- 1937: Das indische Grabmal
- 1938: Kameraden auf See
- 1938: Pour le Mérite
- 1940: Bal paré
- 1940: Jud Süß
- 1940/42: Der große König
- 1941: Frau Luna
- 1942: Rembrandt
- 1942: Die Entlassung